# 九龍巴士91線
九龍巴士91線是香港一條來往清水灣和鑽石山站的巴士路線。主要服務清水灣道沿線居民來往九龍市區、香港科技大學學生及教職員，以及前往沿線泳灘和郊野公園遊玩的市民。
九龍巴士91A線是91輔助路線，只限於泳季之星期六、日及公眾假期提供服務，早上由鑽石山站開往清水灣，下午由清水灣開往彩虹邨紅萼樓，清水灣道沿線只停部分車站及不經香港科技大學。
九龍巴士91S線是91輔助路線，由清水灣單程往觀塘（創紀之城），只限於星期一至五早上繁忙時間服務。

## 歷史
- 1948年：前身21號線投入服務，來往九龍城和大坳門。
- 1955年11月1日：延長到九龍城碼頭，途經馬頭涌和馬頭角。
- 1967年9月23日：六七暴動期間曾一度暫停服務的21號線重投服務，總站縮短至彩虹。
- 1973年7月16日：更改編號為91號。
- 1981年8月15日：由大坳門延長至清水灣。
- 1990年：配合道路工程，彩虹巴士總站停用，本線改用彩虹臨時巴士總站，並於工程完結後遷回。
- 1991年7月22日：配合香港科技大學首期啟用而繞經該處。
- 1996年4月16日：增派空調巴士行走。
- 1997年11月2日：配合鑽石山站公共運輸交匯處啟用而遷往。
- 2001年9月16日：轉為全線空調服務。
- 2008年6月8日：九巴加價，本線全程收費由$6.1增至$6.4。
- 2009年2月23日：因改派11米巴士行走，本線修改班次。
- 2011年5月15日：九巴加價，本線全程收費由$6.4增至$6.7。
- 2012年8月6日：為配合香港科技大學實施新公共交通安排，往鑽石山站方向改為繞經科大南閘，不再繞經科大正門。[6]
- 2013年3月17日：九巴加價，本線全程收費由$6.7增至$7.1。
- 2014年7月6日：九巴加價，本線全程收費由$7.1增至$7.4。
- 2014年8月24日：試辦91R線，至2014年10月26日。
- 2014年10月26日：91R線試辦期結束。
- 2015年12月31日：增設到站時間預報。
- 2016年8月22日：91S線投入服務[7][8]。
- 2019年3月25日：91S線增至兩班車[9]。
- 2020年12月28日至2021年1月6日：因應疫情引致乘客量下降，91S線暫停服務。[10]
- 2021年6月19日至2021年8月29日：91A線投入服務。
- 2023年5月22日：91S終點站延長至將軍澳隧道轉車站，增停寶寧路「厚德邨」及寶順路「頌明苑」站，並增至三班車。[11]
- 2024年9月30日：91S與98B不經寶林之班次合併，終點站延長至觀塘市中心，繞經寶寧路、常寧路、重華路，增停寶寧路「明德邨」及「重華路」站。[12]
- 2025年3月17日：91S改以觀塘道西行「創紀之城」站為終點，不再掉頭前往觀塘道東行，同時增停觀塘道「apm創紀之城5期」站；調整開出時間為06:55、07:20及08:05。
- 2025年3月31日：91線每日由清水灣開出之頭班車時間提早至05:30。

## 服務時間及班次
91常規班次
| 清水灣開             | 清水灣開    | 清水灣開     | 鑽石山站開           | 鑽石山站開  | 鑽石山站開   |
| 日期                 | 服務時間    | 班次（分鐘） | 日期                 | 服務時間    | 班次（分鐘） |
| -------------------- | ----------- | ------------ | -------------------- | ----------- | ------------ |
| 星期一至五           | 06:10-07:00 | 25           | 星期一至五           | 06:00-07:00 | 20           |
| 星期一至五           | 07:00-08:30 | 30           | 星期一至五           | 07:00-08:40 | 25           |
| 星期一至五           | 08:30-10:10 | 25           | 星期一至五           | 08:40-15:40 | 20           |
| 星期一至五           | 10:10-16:10 | 20           | 星期一至五           | 15:40-21:55 | 25           |
| 星期一至五           | 16:10-16:55 | 15           | 星期一至五           | 22:25       | 22:25        |
| 星期一至五           | 16:55-20:35 | 20           |                      |             |              |
| 星期一至五           | 20:35-23:30 | 25           |                      |             |              |
| 星期六、日及公眾假期 | 06:10-09:30 | 25           | 星期六、日及公眾假期 | 06:10-07:40 | 25           |
| 星期六、日及公眾假期 | 09:30-16:10 | 20           | 星期六、日及公眾假期 | 07:40-15:40 | 20           |
| 星期六、日及公眾假期 | 16:10-16:55 | 15           | 星期六、日及公眾假期 | 15:40-21:55 | 25           |
| 星期六、日及公眾假期 | 16:55-20:35 | 20           | 星期六、日及公眾假期 | 22:25       | 22:25        |
| 星期六、日及公眾假期 | 20:35-23:30 | 25           |                      |             |              |

91特別班次
- 彩虹邨碧海樓開
  - 每日：05:50

91A
- 泳季期間的星期六、日及公眾假期
  - 鑽石山站開：09:00、10:00、11:00、12:00
  - 清水灣開：15:00、16:00、17:00

星期一至五（公眾假期除外）及非泳季期間不設服務
91S
- 星期一至五
  - 清水灣開：06:40、07:35、08:05

星期六、日及公眾假期不設服務。

## 收費
| 路線 | 全程收費 | 分段收費                                               |
| ---- | -------- | ------------------------------------------------------ |
| 91   | $8.4     | - 井欄樹往清水灣／鑽石山站：$7.8                       |
| 91A  | $8.4     | - 打鼓嶺新村往清水灣／彩雲邨白虹樓往彩虹邨紅萼樓：$7.5 |
| 91S  | $8.4     | - 明德邨往觀塘：$7.1                                   |

### 八達通轉乘優惠
乘客登上本線後150分鐘內以同一張八達通卡轉乘以下路線，或從以下路線登車後150分鐘內以同一張八達通卡轉乘本線，次程可獲$4.2車資折扣優惠：
91(A)←→九龍市區路線
- 91往鑽石山站/91A往彩虹邨 → 3M往慈雲山、9往尖沙咀東（麼地道）、10往大角咀、21往紅磡站、26往尖沙咀東、27往旺角或214往長沙灣（甘泉街）
- 3M、10、21往彩雲、9往彩福、26/26X、27往順天或214往油塘 → 91(A)往清水灣

91(A)←→新界區路線
- 91往鑽石山站/91A往彩虹邨 → 38、40、40P、42、42C、74A、74X/74B/74D/74E/74F/74P/274X、80、80X、83X、88、89、89B、89C、89D、89X、258D/258P、259D、268C/268A、269C/69C、277X/277E/277P/277A及290/290A/290X往新界
- 38、40/40A/40B、40P、42、42C、74A、74X/74B/74C/74D/74E/74P、80/80P、80X、83X、88、89、89B、89C、89D、89X、258D/258A/258P/258S、259D、268C/268A、269C/69C、277X/277E/277P/277A往九龍及290/290A/290X往將軍澳 → 91(A)往清水灣

### 將軍澳隧道轉乘優惠
只適用於91S線

## 使用車輛
91線
受清水灣道近德望學校一段路面過斜及大坳門道路面多灣路窄和沿路多樹影響，加上清水灣巴士總站空間所限，不宜使用12米巴士，因此只可使11.3米或以下的巴士。
本線由觀塘／九龍灣車廠派車行走，初時使用利蘭亞比安Victor VT17AL / Victor VT23L 型單層巴士行駛。1980年代後期，更換為丹尼士喝采巴士（N）。直至1990年代後期，該款巴士逐漸被淘汰，本線改用利蘭奧林比安9.5米非空調巴士（BL）及丹尼士巨龍9.9米空調巴士（ADS）服務。隨著超低地台巴士開始普及，本線加入了富豪超級奧林比安10.6米（ASV），後因行走繁忙路段的路線需要採用符合排放要求的巴士，改派配上Duple Metsec車身的丹尼士三叉戟三型10.6米巴士（ATS）行走本線。
2020年6月，新出牌的亞歷山大丹尼士Enviro 500 MMC 11.3米（E6M）陸續出牌，及因本線不時會從91M及92交換用車，使該款車在本線出現率比ATSE還要高，成為主力用車。
現時本線使用7輛亞歷山大丹尼士Enviro 400 10.5米（ATSE），均屬九龍灣車廠。但實際上卻主要用E6M行走。
| 車隊編號 | 車牌   |
| -------- | ------ |
| ATSE1    | PC4053 |
| ATSE21   | RU4735 |
| ATSE23   | RU5834 |
| ATSE31   | RV3531 |
| ATSE35   | RV5848 |
| ATSE36   | RV7831 |
| ATSE37   | RV8768 |

91S線
91S從91抽調91-03及S01字軌車輛行走。用車為1輛亞歷山大丹尼士Enviro 40010.5米（ATSE）及1輛亞歷山大丹尼士Enviro 500 MMC11.3米（E6M）雙層空調巴士。

## 行車路線
91(A)
清水灣開經：大坳門路、清水灣道、銀影路、香港科技大學（南閘）公共運輸交匯處、銀影路、新清水灣道、清水灣道、龍翔道、彩虹道、斧山道天橋、鳳德道及龍蟠街。
鑽石山站開經：龍蟠街、大磡道、上元街、鳳德道、斧山道、斧山道天橋、彩虹道、彩虹邨通道、彩虹巴士總站、彩虹道、斧山道天橋、迴旋處、斧山道、龍翔道、清水灣道、新清水灣道、新利街、利安道、新清水灣道、清水灣道、大學道、清水灣道及大坳門路。
- 91A不經有斜體字之路段， 粗體字之路段祇限91A駛經。

91S
經：大坳門路、清水灣道、坑口道、寶寧路、常寧路、重華路、培成路、坑口站公共交通交匯處、名成街、常寧路、寶寧路、寶順路、將軍澳隧道公路、將軍澳隧道、將軍澳道、茶果嶺道及觀塘道。

### 沿線車站
91(A)
| 清水灣開 | 清水灣開                         | 清水灣開                   | 鑽石山站開 | 鑽石山站開                     | 鑽石山站開             |
| 序號     | 車站名稱                         | 位置                       | 序號       | 車站名稱                       | 位置                   |
| -------- | -------------------------------- | -------------------------- | ---------- | ------------------------------ | ---------------------- |
| 1        | 清水灣巴士總站                   | 清水灣巴士總站             | 1          | 鑽石山站巴士總站               | 鑽石山站公共運輸交匯處 |
| 2        | 清水灣第一灘                     | 大坳門路                   | 2*         | 志蓮淨苑                       | 鳳德道                 |
| 3        | 大環頭路                         | 大坳門路                   | 3*         | 彩虹轉車站－彩虹邨碧海樓（M1） | 彩虹邨通道             |
| 4        | 相思灣                           | 清水灣道                   | 4          | 牛池灣轉車站－牛池灣村（G3）   | 龍翔道                 |
| 5*       | 兩塊田                           | 清水灣道                   | 5          | 彩雲邨白虹樓                   | 新清水灣道             |
| 6*       | 下洋                             | 清水灣道                   | 6*         | 基順學校                       | 新清水灣道             |
| 7*       | 上洋                             | 清水灣道                   | 7*         | 順利消防局                     | 利安道                 |
| 8*       | 檳榔灣                           | 清水灣道                   | 8*         | 德望學校                       | 新清水灣道             |
| 9        | 五塊田                           | 清水灣道                   | 9*         | 安達臣道                       | 清水灣道               |
| 10*      | 孟公屋                           | 清水灣道                   | 10*        | 騰龍台                         | 清水灣道               |
| 11*      | 碧沙路                           | 清水灣道                   | 11*        | 井欄樹                         | 清水灣道               |
| 12       | 銀線灣廣場                       | 清水灣道                   | 12*        | 白石窩                         | 清水灣道               |
| 13*      | 坑口道                           | 清水灣道                   | 13*        | 壁屋                           | 清水灣道               |
| 14*      | 影業路                           | 清水灣道                   | 14         | 打鼓嶺新村                     | 清水灣道               |
| 15*      | 銀影路                           | 清水灣道                   | 15*        | 大埔仔坳                       | 清水灣道               |
| 16*      | 香港科技大學（南）               | 香港科技大學公共運輸交匯處 | 16*        | 香港科技大學（北）             | 大學道                 |
| 17*      | 大埔仔                           | 清水灣道                   | 17*        | 大埔仔村                       | 清水灣道               |
| 18*      | 大埔仔坳                         | 清水灣道                   | 18*        | 銀影路                         | 清水灣道               |
| 19*      | 打鼓嶺新村                       | 清水灣道                   | 19*        | 坑口道                         | 清水灣道               |
| 20*      | 壁屋                             | 清水灣道                   | 20*        | 銀線灣廣場                     | 清水灣道               |
| 21*      | 白石窩                           | 清水灣道                   | 21*        | 碧沙路                         | 清水灣道               |
| 22*      | 井欄樹                           | 清水灣道                   | 22*        | 孟公屋                         | 清水灣道               |
| 23*      | 龍窩村                           | 清水灣道                   | 23         | 五塊田                         | 清水灣道               |
| 24*      | 安達臣道                         | 清水灣道                   | 24*        | 檳榔灣                         | 清水灣道               |
| 25*      | 德望學校                         | 清水灣道                   | 25*        | 上洋                           | 清水灣道               |
| 26*      | 彩雲邨                           | 清水灣道                   | 26*        | 香港三育書院                   | 清水灣道               |
| #        | 彩雲邨白虹樓                     | 新清水灣道                 | 27*        | 下洋                           | 清水灣道               |
| 27       | 牛池灣轉車站－彩虹站（K2）       | 坪石公共運輸交匯處         | 28*        | 兩塊田                         | 清水灣道               |
| 28       | 牛池灣轉車站－彩虹邨紅萼樓（H3） | 龍翔道                     | 29*        | 下洋新村                       | 清水灣道               |
| 29*      | 彩虹轉車站－彩虹邨錦雲樓（P2）   | 龍翔道                     | 30         | 相思灣                         | 清水灣道               |
| 30*      | 志蓮淨苑                         | 鳳德道                     | 31         | 大坳門                         | 清水灣道               |
| 31*      | 鑽石山站巴士總站                 | 鑽石山站公共運輸交匯處     | 32         | 大環頭路                       | 大坳門路               |
|          |                                  |                            | 33         | 清水灣第一灘                   | 大坳門路               |
| 34       | 清水灣巴士總站                   | 清水灣巴士總站             |            |                                |                        |

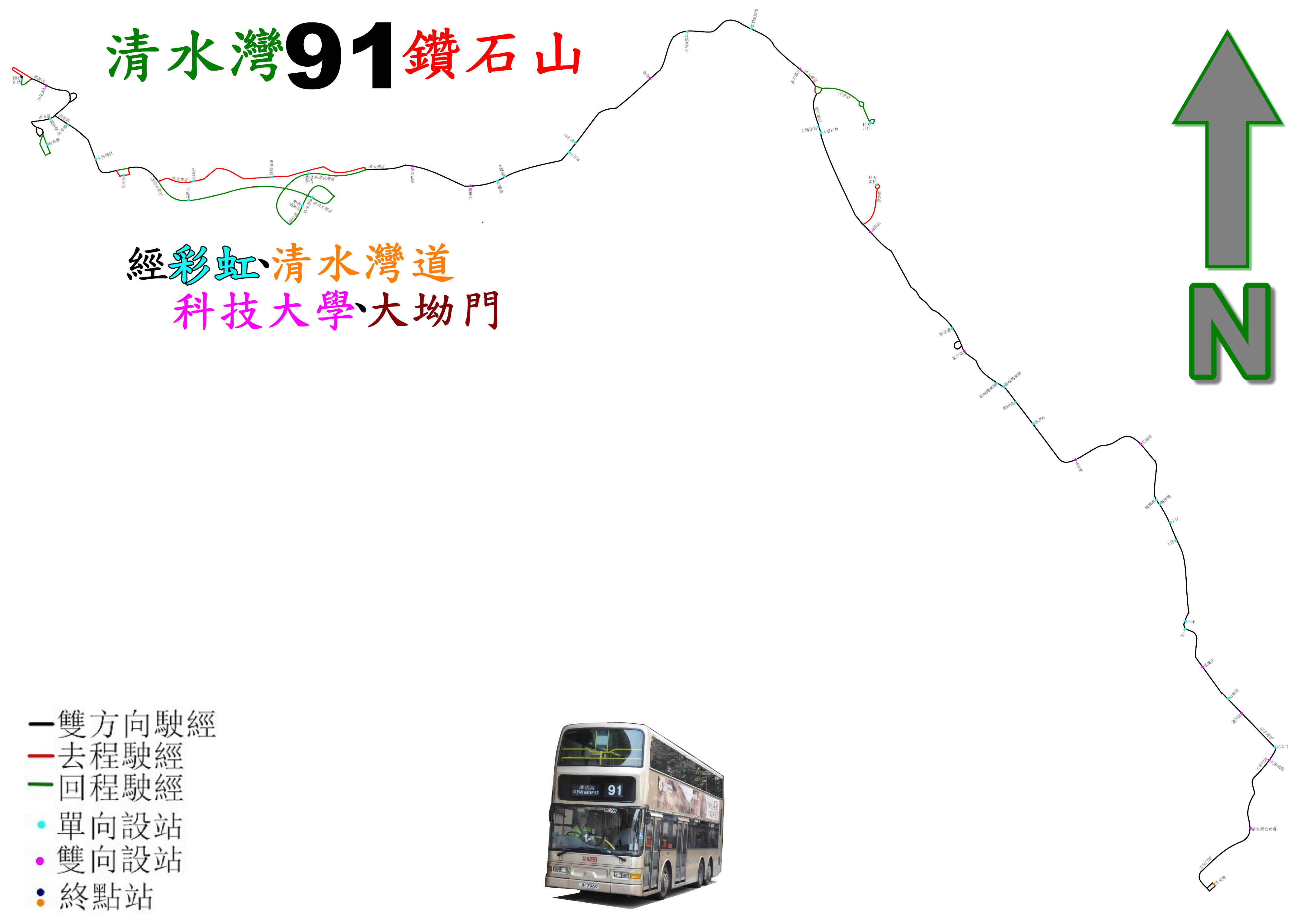
此線的走線圖

- 91A線不停有*號之車站，有#號之分站祇限91A使用。

91S
| 1                          | 清水灣巴士總站         | 清水灣巴士總站       |
| 2                          | 清水灣第一灘           | 大坳門路             |
| 3                          | 大環頭路               | 大坳門路             |
| 4                          | 相思灣                 | 清水灣道             |
| 5                          | 兩塊田                 | 清水灣道             |
| 6                          | 下洋                   | 清水灣道             |
| 7                          | 上洋                   | 清水灣道             |
| 8                          | 檳榔灣                 | 清水灣道             |
| 9                          | 五塊田                 | 清水灣道             |
| 10                         | 孟公屋                 | 清水灣道             |
| 11                         | 碧沙路                 | 清水灣道             |
| 12                         | 銀線灣廣場             | 清水灣道             |
| 13                         | 坑口道                 | 清水灣道             |
| 14                         | 水邊村                 | 坑口道               |
| 15                         | 半見村                 | 坑口道               |
| 16                         | 明德邨                 | 寶寧路               |
| 17                         | 重華路                 | 重華路               |
| 18                         | 坑口站                 | 坑口站公共交通交匯處 |
| 19                         | 厚德邨                 | 寶寧路               |
| 20                         | 頌明苑                 | 寶順路               |
| 將軍澳隧道公路、將軍澳隧道 |                        |                      |
| 21                         | 將軍澳隧道轉車站（G2） | 將軍澳隧道           |
| 將軍澳道                   |                        |                      |
| 22                         | 觀塘站（E3）           | 觀塘道               |
| 23                         | apm創紀之城5期（D2）   | 觀塘道               |
| 24                         | 創紀之城（B3）         | 觀塘道               |

## 使用情況
由於91線是來往清水灣及九龍市區的唯一巴士路線，一直以來扮演清水灣對外聯絡路線的主要角色，因此平日的客量不低，但往返香港科技大學和彩虹站的路段較九龍巴士91M線及小巴11線價錢較貴，加上受小巴16、103、103M競爭，因此乘客只會碰巧就上車。在假日，由於有很多市民到西貢清水灣第二灘和清水灣郊野公園遊玩而大排長龍，客量較佳。